# Gusanagyugh
Gusanagyugh (en arménien Գուսանագյուղ) est une communauté rurale du marz de Shirak en Arménie. En 2008, elle compte 1 049 habitants.